# غلامحسین رمضانی
غلامحسین رمضانی روحانی و نظامی ایرانی است، که هم‌اکنون به‌عنوان رئیس دفتر سیاست‌گذاری و نظارت راهبردی حفاظت اطلاعات نیروهای مسلح جمهوری اسلامی ایران فعالیت می‌کند. این دفتر قبلاً دفتر عمومی حفاظت اطلاعات فرماندهی کل قوا نامیده می‌شد. فروردین ۱۳۹۰ غلامحسین رمضانی با حکم سید علی خامنه‌ای به ریاست حفاظت اطلاعات وزارت دفاع منصوب گردید. پیش از وی سرتیپ پاسدار علی شمشیری عهده‌دار این مسئولیت بود.

## مسئولیت‌های اجرایی
- اسفند ۱۳۸۷ تا آبان ۱۳۸۸: معاونت اطلاعات فرمانده کل سپاه پاسداران انقلاب اسلامی
- از ۱۷ اردیبهشت ۱۳۸۵: رئیس سازمان حفاظت اطلاعات سپاه پاسداران انقلاب اسلامی
- تا ۶ شهریور ۱۳۸۴: به‌طور هم‌زمان، ریاست سازمان حفاظت اطلاعات ناجا و معاون اطلاعات ناجا.

## اقدامات

### دستگیری وبلاگ نویسان
طی شهریور تا آبان ۱۳۸۳، ۲۱ تن از وبلاگ‌نویسان و دست‌اندرکاران سایت‌های خبری اینترنتی بازداشت شدند. قوه قضائیه ۱۷ تن از بازداشت‌شدگان را بیگناه تشخیص داد و آزاد کرد ولی امید معماریان، روزبه میر ابراهیمی، شهرام رفیع زاده و جواد غلام تمیمی، ۴تن از بازداشت‌شدگانی بودند که محاکمه و مجبور به اعترافات اجباری تلویزیونی شدند.

### پرونده گرداب
در سال ۱۳۸۶، مرکز بررسی جرائم سازمان یافته به عنوان زیرمجموعه سپاه پاسداران انقلاب اسلامی در زمان ریاست غلامحسین رمضانی بر معاونت اطلاعات سپاه، تأسیس شد. اولین پروژه این مرکز، معروف به «گرداب» یا «مضلین»، دستگیری بیش از ۴۵نفر از کسانی بود که به اتهام راه‌اندازی و مدیریت وب‌سایت‌های پورنوی فارسی، تحت تعقیب قرار گرفته بودند. سعید ملک‌پور، احمدرضا هاشم‌پور، مهدی علیزاده، حسن سی‌سختی از متهمین پرونده مضلین یا گرداب سپاه پاسداران هستند که به اعدام محکوم شدند.
بازداشت‌شدگان این پرونده مورد شکنجه روحی و روانی و جسمی قرار گرفته‌اند، سعید ملک‌پور و شهروز وزیری از متهمین این پرونده، اعلام کرده‌اند حاضرند در دادگاه شهادت دهند که علاوه بر تحمل حبس انفرادی طولانی مدت، مورد توهین و ضرب و جرح بازجویان سپاه بوده‌اند، از آن‌ها اقرار اجباری گرفته شده و برای مدت طولانی با خانواده و وکیل‌شان تماس نداشته‌اند.

### سرکوب اعتراضات پس از انتخابات ۱۳۸۸
شهریور ماه ۱۳۸۸ سازمان دیدبان حقوق بشر، در پی سرکوب شدید معترضین به انتخابات ریاست جمهوری، در نامه‌ای به صادق لاریجانی خواستار تشکیل کمیته‌ای مستقل و بی‌طرف برای تحقیقات بی‌طرفانه در مورد نقش مقام‌های مسئول از جمله غلامحسین رمضانی فرمانده وقت حفاظت اطلاعات سپاه پاسداران، در حمله به تظاهرات مسالمت‌آمیز مردم و شکنجهٔ بازداشت‌شدگان شد.

## تحریم اتحادیه اروپا
اتحادیه اروپا طی تصمیم مورخ ۲۳ فروردین ۱۳۹۰، هفده مقام ایرانی از جمله غلامحسین رمضانی را به دلیل نقشی که در نقض گسترده و شدید حقوق شهروندان ایرانی داشته‌اند، از ورود به کشورهای این اتحادیه محروم کرد. کلیه دارایی‌های این مقامات نیز در اروپا توقیف خواهد شد.

## موارد نقض حقوق بشر
بر اساس بیانیه اتحادیه اروپا
، غلامحسین رمضانی متهم به نقض شدید حقوق بشر و آزادی بیان و داشتن مسئولیت مستقیم در بازداشت و شکنجه روزنامه‌نگاران و وبلاگ نویسان در ایران می‌باشد.